# Drosera indica
Drosera indica L. (accepterat namn) är en sileshårsväxtart som först beskrevs av Carl von Linné.

## Beskrivning
Drosera indica ingår i släktet sileshår, och familjen sileshårsväxter.  IUCN kategoriserar arten globalt som livskraftig.
Kromosomtalet är 2n = 26.
Inom vissa områden är arten rentav invasiv, medan den i andra områden är hotad på grund av hårt insamlingstryck för användning inom folkmedicin. I övrigt har växten inget värde för människor.
Växten är köttätare. Se vidare bilder.

## Utbredningsområden[3]

### Afrika
- Angola
- Gauteng
- Ghana
- Guinea
- Elfenbenskusten
- Liberia
- Madagaskar
- Mali
- Moçambique
- Namibia
- Nigeria
- Niger
- Senegal
- Sierra Leone
- Sydafrika
  - Free State
  - Gauteng
  - Norra Kapprovinsen
  - Västra Kapprovinsen
  - Östra Kapprovinsen
  - KwaZulu-Natal
  - Limpopoprovinsen
  - Mpumalanga
  - Nordvästprovinsen
- Tanzania
- Uganda

### Asien

#### Indien
- Andhra Pradesh
- Arunachal Pradesh
- Assam
- Bihar
- Chandigarh
- Dadra-Nagar-Haveli
- Daman
- Delhi
- Diu
- Goa
- Gujarat
- Haryana
- Jharkhand
- Karaikal
- Karnataka
- Kerala
- Madhya Pradesh
- Maharashtra
- Manipur
- Meghalaya
- Mizoram
- Nagaland
- Orissa
- Puducherry
- Punjab
- Rajasthan
- Tamil Nadu
- Tripura
- Uttar Pradesh
- Västbengalen
- Yanam

#### Japan
- Hokkaido
- Honshu
- Kazan-retto
- Kyushu
- Nansei-shoto
- Ogasawara-shoto
- Shikoku

#### Kina
- Anhui
- Chongqing
- Fujian
- Gansu
- Guangdong
- Guangxi
- Guizhou
- Hainan
- Hebei
- Heilongjiang
- Henan
- Hongkong
- Hubei
- Hunan
- Inre Mongoliet
- Jiangsu
- Jiangxi
- Jilin
- Kin-Men
- Liaoning
- Macau
- Ningxia
- Peking
- Qinghai
- Shaanxi
- Shandong
- Shanghai
- Shanxi
- Sichuan
- Tianjin
- Xinjiang
- Yunnan
- Zhejiang

#### Övriga asiatiska områden
- Bangladesh
- Brunei
- Bhutan
- Burma
- Darjiling
- Filippinerna
- Irian Jaya
- Kalimantan
- Malackahalvön
- Northern Province[särskiljning behövs]
- Papua Nya Guinea
- Sabah
- Sarawak
- Sikkim
- Singapore
- Sri Lanka
- Sulawesi
- Taiwan
- Thailand
- Tibet
- Vietnam

### Australien
- Ashmore-Cartieröarna
- Coral Sea Islands
- Lord Howeön
- New South Wales
- Norfolkön
- Northern Territory
- Queensland
- Sydaustralien
- Tasmanien
- Victoria
- Western Australia

Inga underarter finns listade i Catalogue of Life.

## Bilder

Bildgalleri
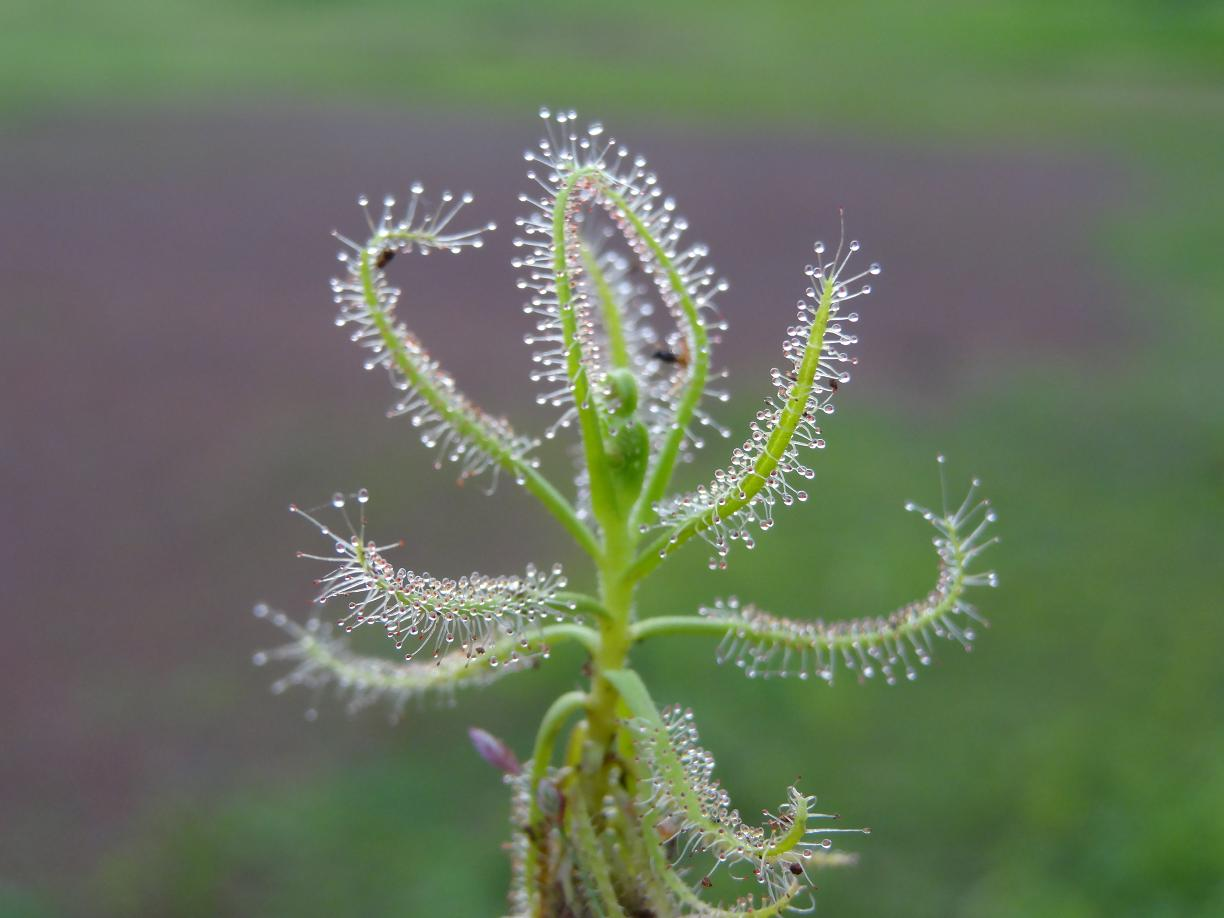
Drosera indica
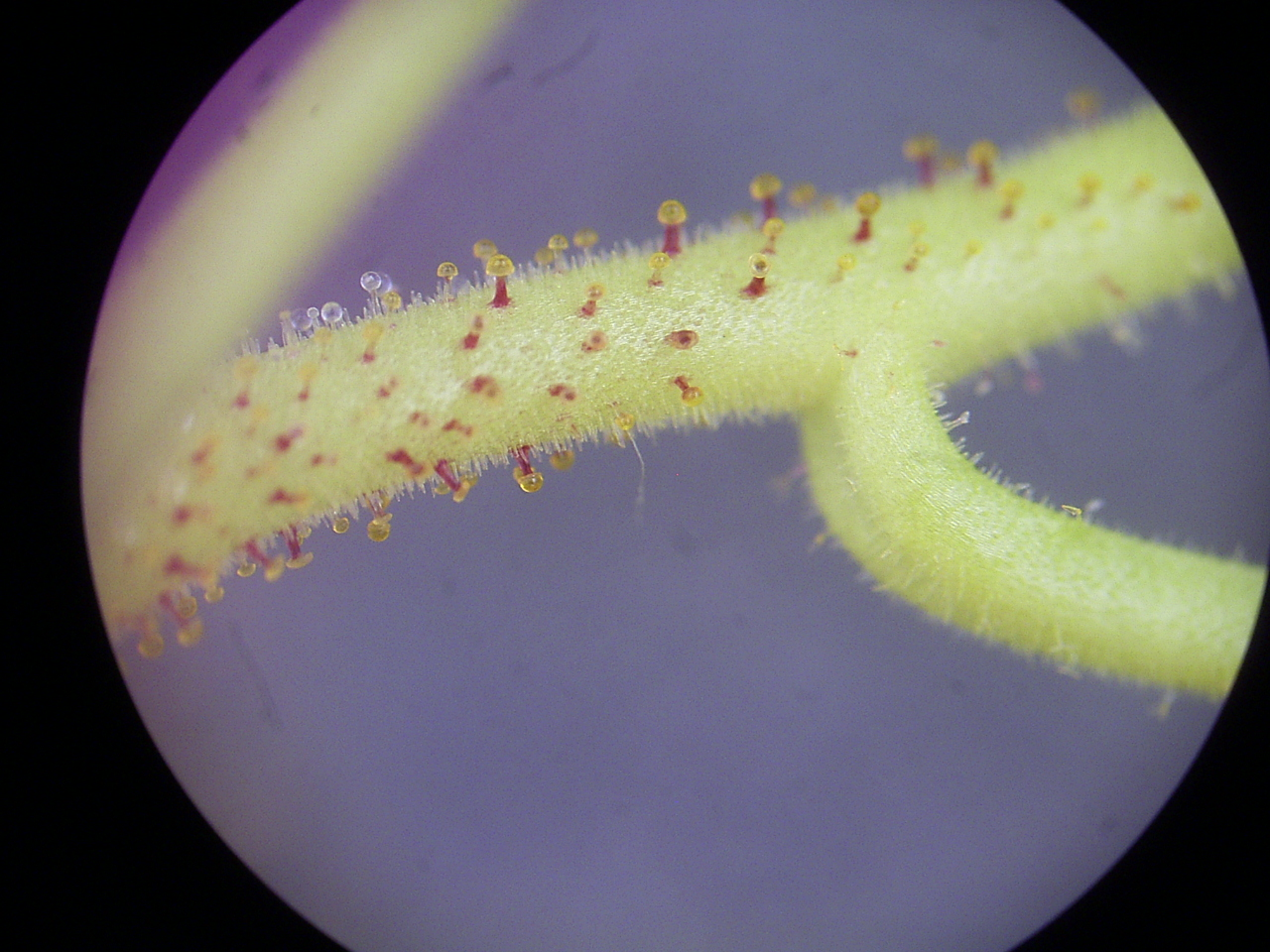
Drocera indica Farligt, men i detta fall inte köttätande.
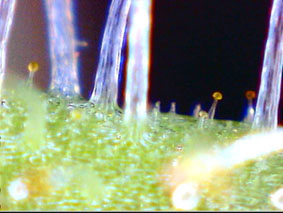
Fångsthår 200 × förstoring
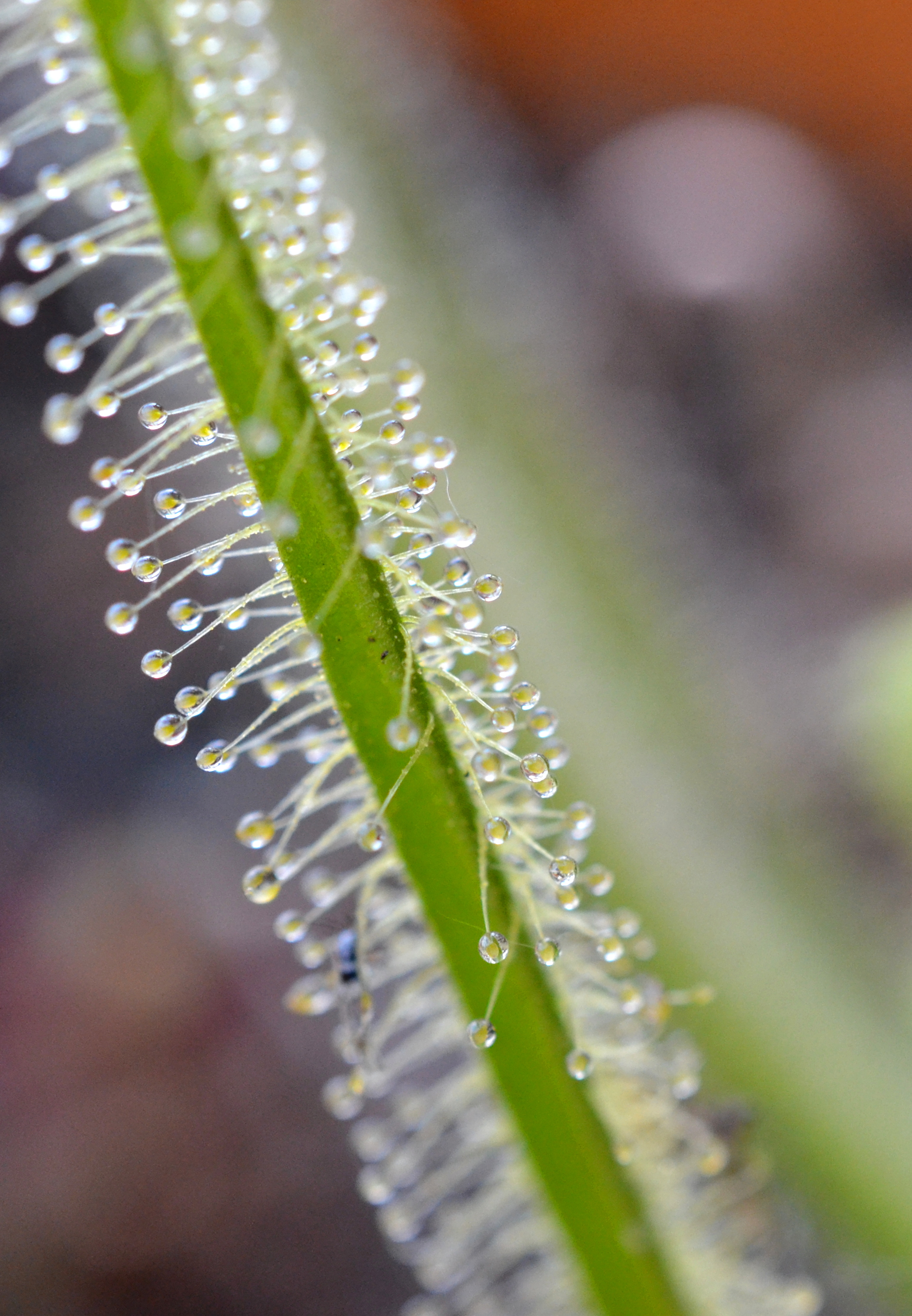
Spetsarna på fångsthåren utsöndrar en klibbig vätska Kanske med upplösande egenskap mot infångat offer
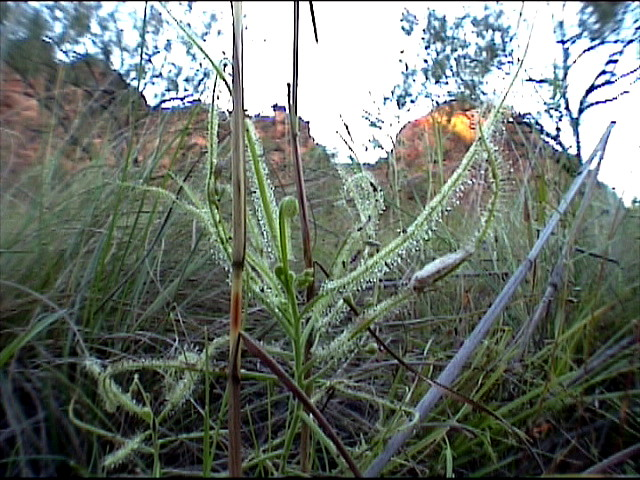
Drosera indica Ungt exemplar, som står upprätt
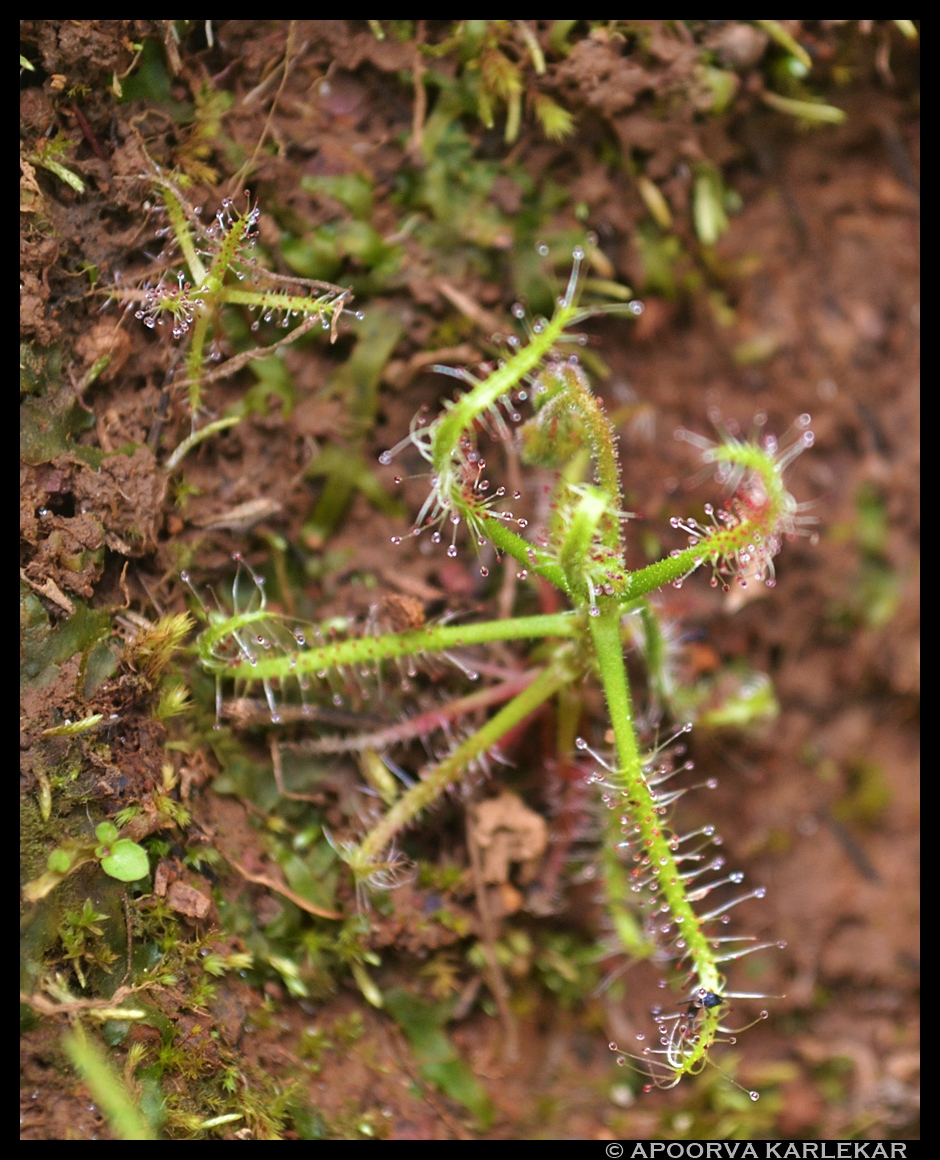
Äldre exemplar, som ligger platt på marken. Längst ned kan en infångad insekt anas
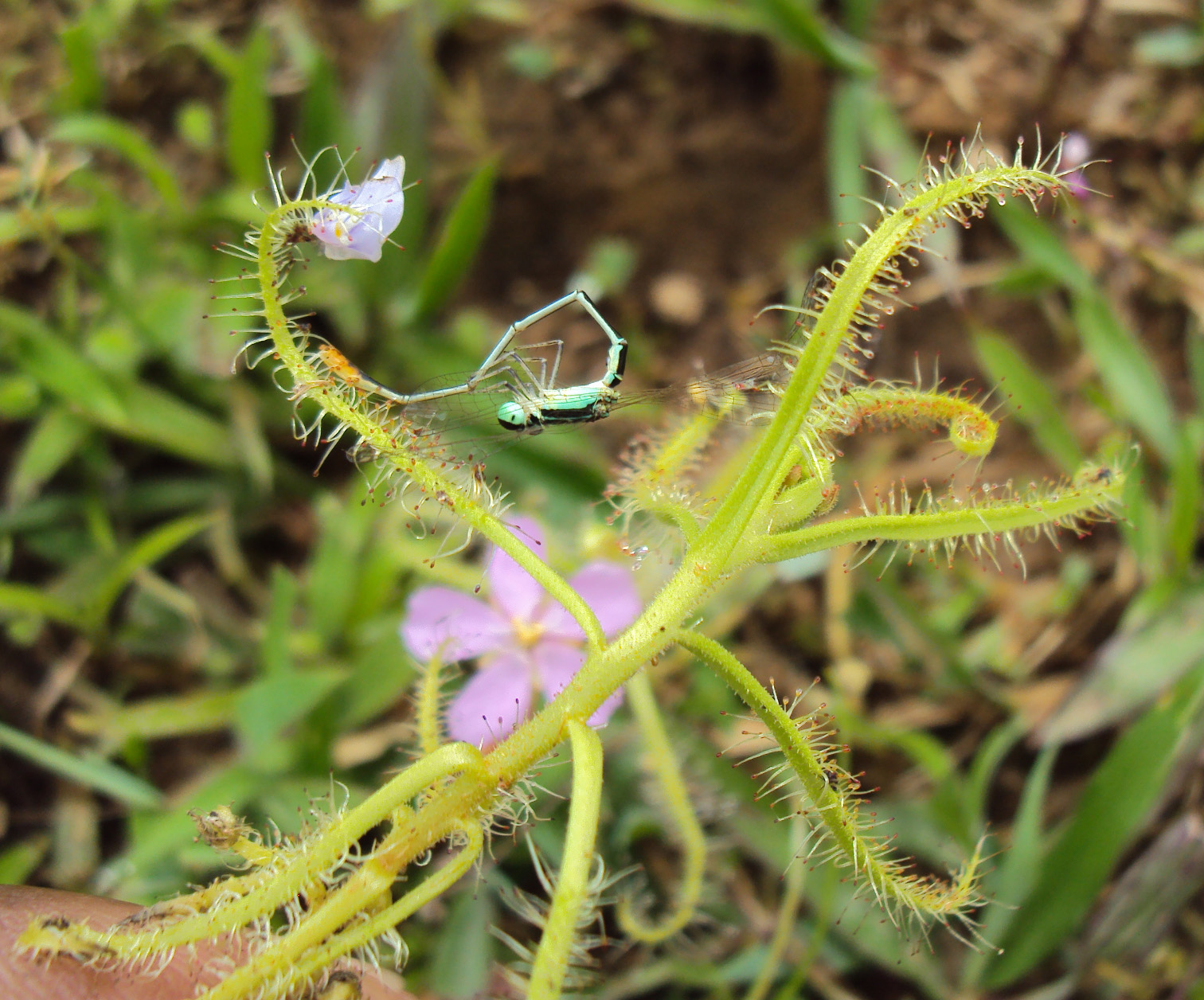
Drosera indica En fångad slända
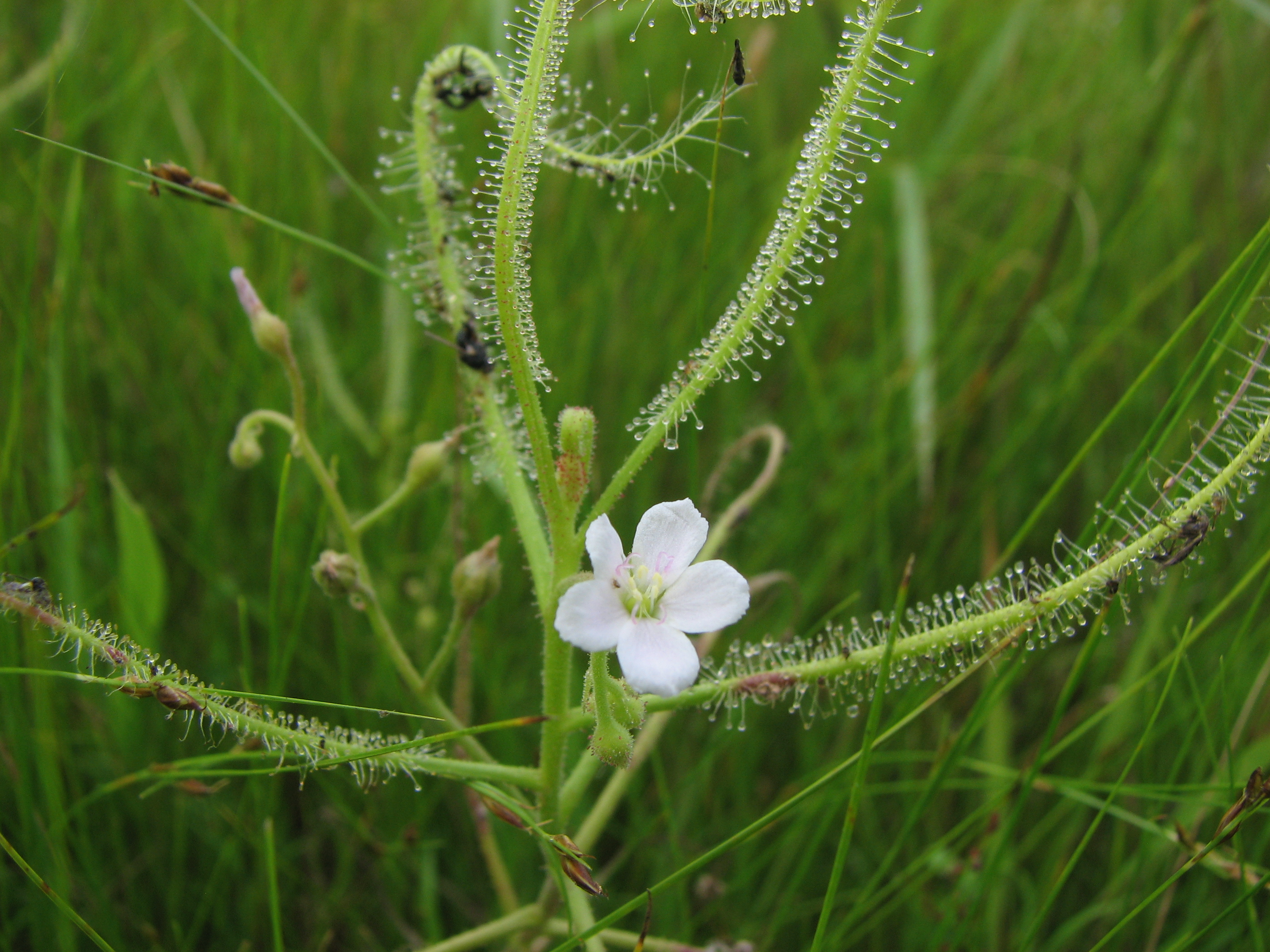
Drosera indica narutou
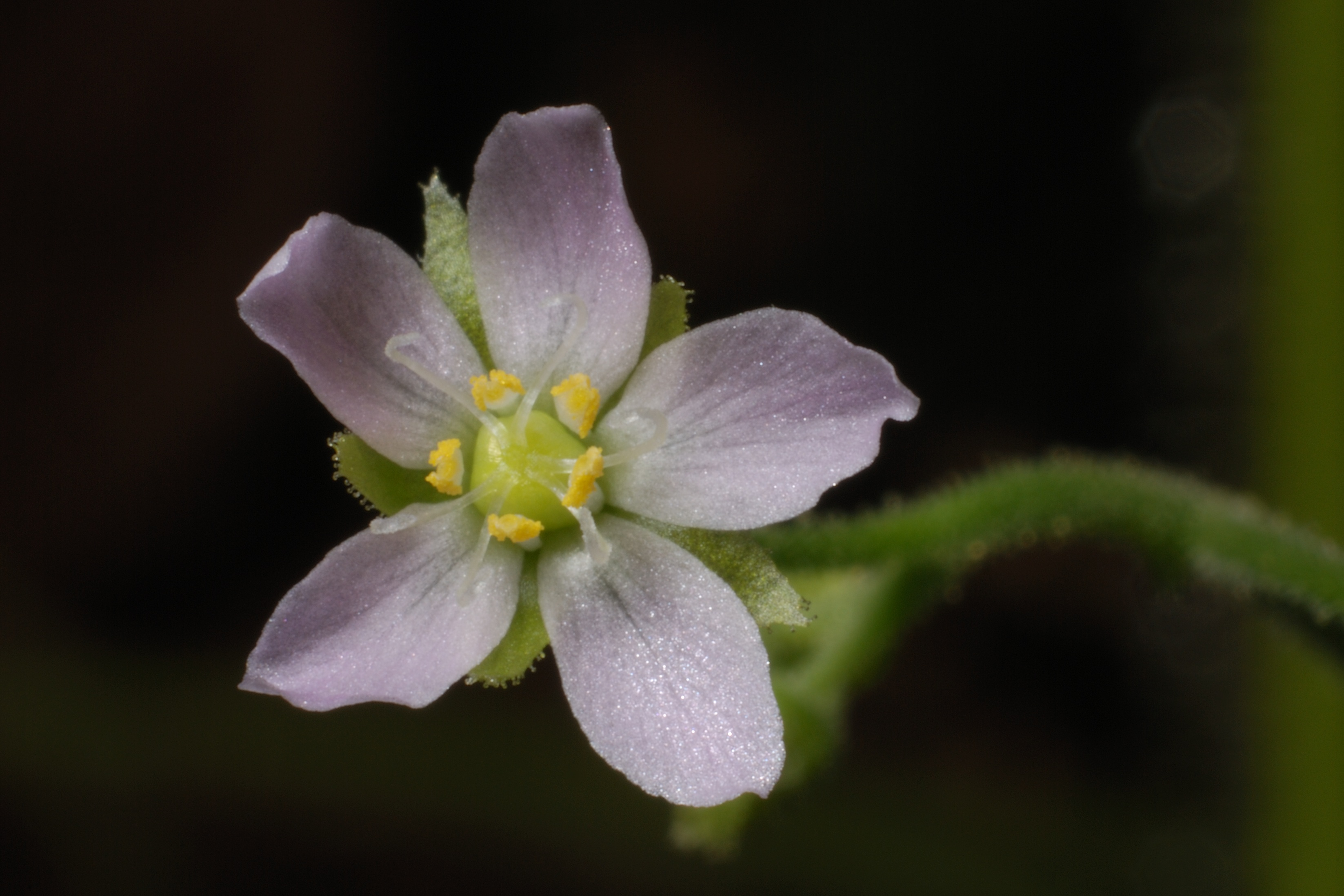
Drosera indica darwiniana
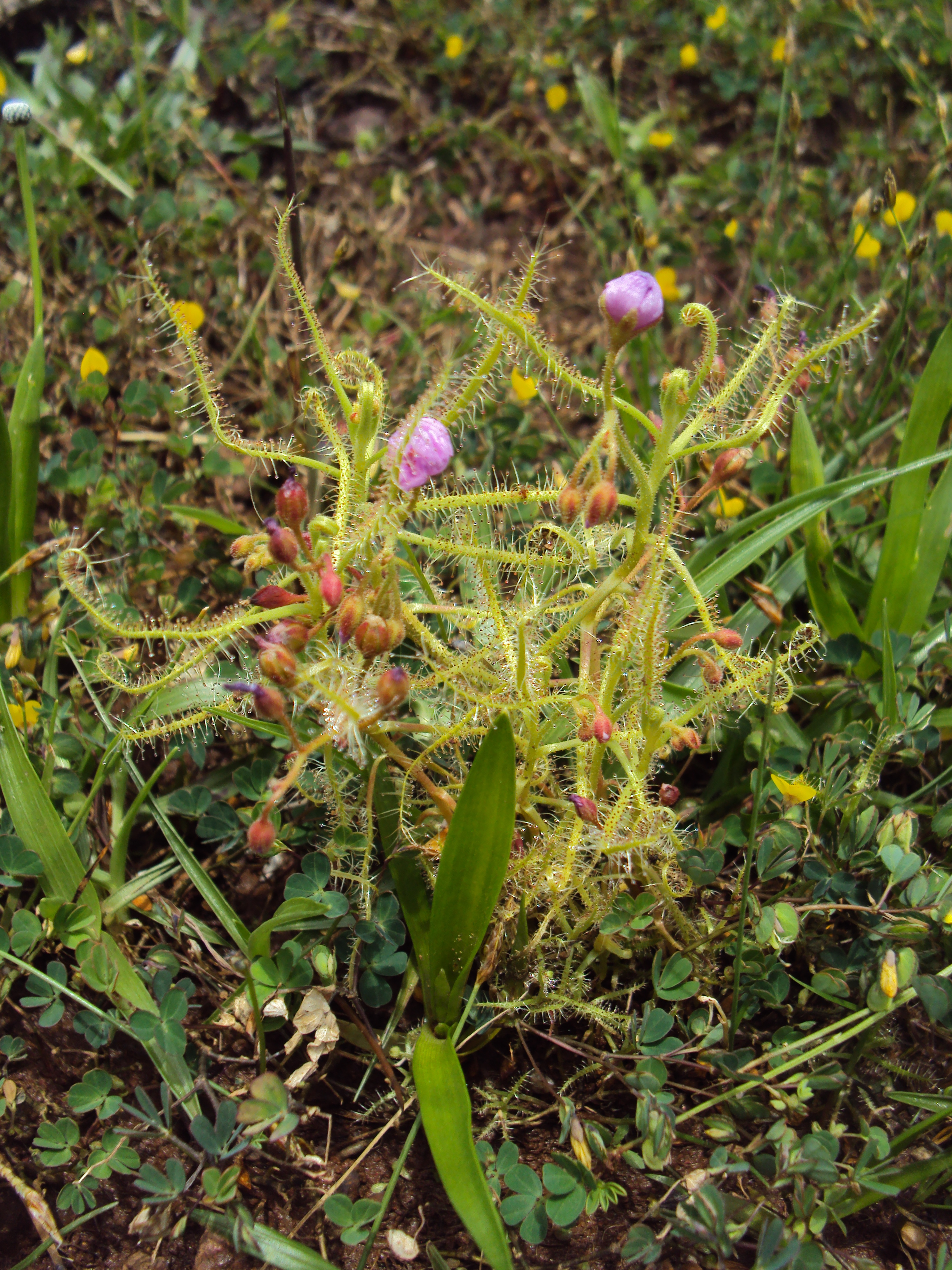
Drosera indica Upptill två nästan utslagna blomknoppar
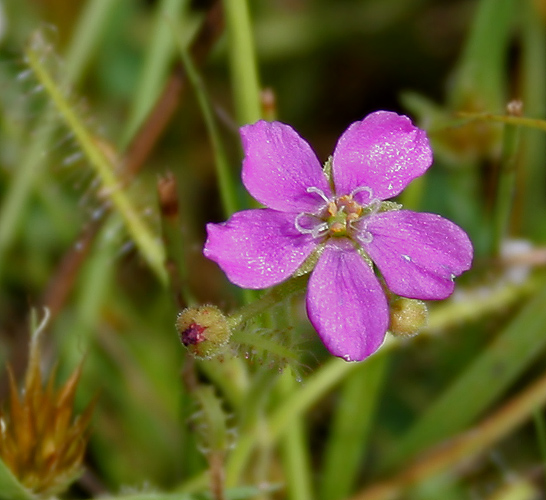
Drosera indica
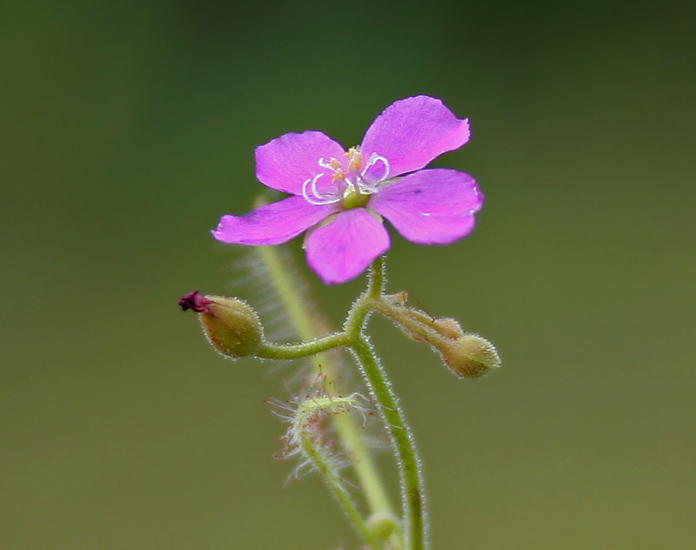
Drosera indica
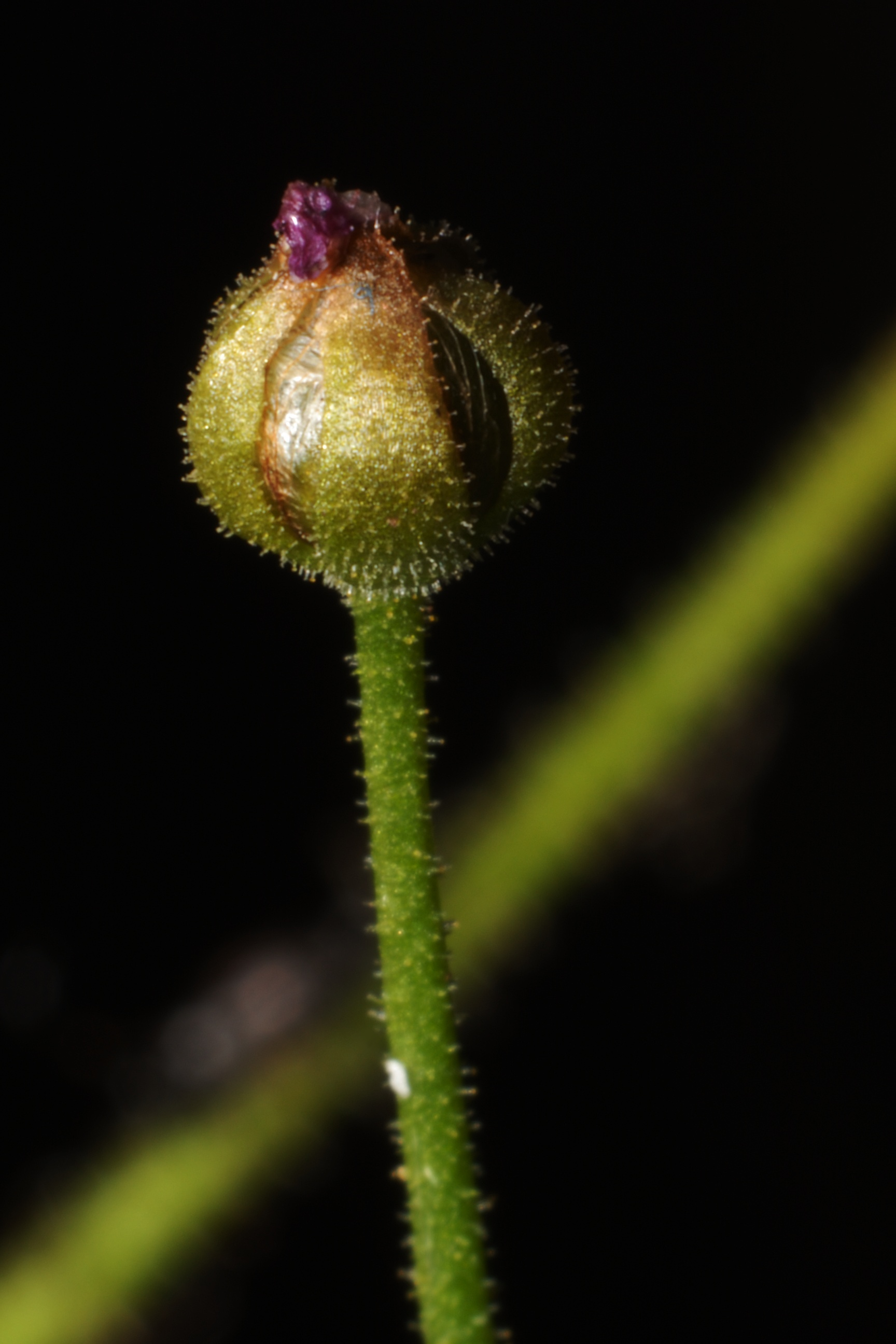
Dosera indica darwiniana Snart mogen frukt
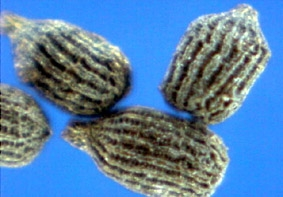
Drosera indica Trerummiga frökapslar (200 × förstoring) Innehåller stor mängd mycket små, svarta frön. 1 000 torra frön väger 15,5 mg